# Ronde van Spanje voor vrouwen 2017
De derde editie van de Spaanse wielerwedstrijd Madrid Challenge werd gehouden op 10 september 2017. De wedstrijd van 87 km in de straten van Madrid maakte deel uit van de UCI Women's World Tour als laatste wedstrijd van 2017 en was ingedeeld in de wedstrijdcategorie 1.WWT. De Belgische Jolien D'Hoore won de editie van 2016 en prolongeerde haar titel in deze editie door in de sprint Coryn Rivera en Roxane Fournier te verslaan.

## Deelnemende ploegen
De laatste wedstrijd van de Women's World Tour werd enigszins ontsierd door het ontbreken van veel topploegen. Zo waren de winnaars van het ploegenklassement Boels Dolmans (met de eindwinnares van de World Tour Anna van der Breggen) en Cervélo-Bigla (met de eindwinnares van het jongerenklassement Cecilie Uttrup Ludwig) niet aanwezig, net als WM3 Pro Cycling, Canyon-SRAM en Orica-Scott.
| UCI-Ploegen                        | UCI-Ploegen                 | Nationale selectie |
| ---------------------------------- | --------------------------- | ------------------ |
| Alé Cipollini                      | Lointek                     | Spanje             |
| BePink                             | Lotto Soudal Ladies         |                    |
| Bizkaia-Durango                    | Parkhotel Valkenburg-Destil |                    |
| BTC City Ljubljana                 | SAS-Macogep                 |                    |
| Cylance Pro Cycling                | Sport Vlaanderen-Guill D'or |                    |
| Drops Cycling Team                 | Team Sunweb                 |                    |
| FDJ Nouvelle-Aquitaine Futuroscope | Wiggle High5                |                    |
| Hitec Products                     | Team WNT                    |                    |
| Lares-Waowdeals                    |                             |                    |

## Uitslag
| Plaats  | Naam               | Ploeg                              | Tijd     |
| ------- | ------------------ | ---------------------------------- | -------- |
| Winnaar | Jolien D'Hoore     | Wiggle High5                       | 2u02'31" |
| 2       | Coryn Rivera       | Team Sunweb                        | z.t.     |
| 3       | Roxane Fournier    | FDJ Nouvelle-Aquitaine Futuroscope | z.t.     |
| 4       | Eugenia Bujak      | BTC City Ljubljana                 | z.t.     |
| 5       | Sheyla Gutiérrez   | Cylance Pro Cycling                | z.t.     |
| 6       | Giorgia Bronzini   | Wiggle High5                       | z.t.     |
| 7       | Chloe Hosking      | Alé Cipollini                      | z.t.     |
| 8       | Susanne Andersen   | Hitec Products                     | z.t.     |
| 9       | Leah Kirchmann     | Team Sunweb                        | z.t.     |
| 10      | Alba Teruel        | Lointek                            | z.t.     |
| 11      | Lotte Kopecky      | Lotto Soudal Ladies                | z.t.     |
| 12      | Eileen Roe         | Team WNT                           | z.t.     |
| 13      | Sarah Inghelbrecht | Lares-Waowdeals                    | z.t.     |
| 14      | Alicia Gozález     | Lointek                            | z.t.     |
| 15      | Mia Radotic        | BTC City Ljubljana                 | z.t.     |
| 16      | Eugénie Duval      | FDJ Nouvelle-Aquitaine Futuroscope | z.t.     |
| 17      | Demi de Jong       | Parkhotel Valkenburg - Destil      | z.t.     |
| 18      | Polona Batagelj    | BTC City Ljubljana                 | + 05"    |
| 19      | Rebecca Durrell    | Drops Cycling Team                 | z.t.     |
| 20      | Katia Ragusa       | BePink Cogeas                      | z.t.     |

2015 · 2016 · 2017 · 2018 · 2019 · 2020 · 2021 · 2022 · 2023 · 2024 · 2025
 Strade Bianche ·
 Ronde van Drenthe ·
 Trofeo Alfredo Binda-Comune di Cittiglio ·
 Gent-Wevelgem ·
 Ronde van Vlaanderen ·
 Amstel Gold Race ·
 Waalse Pijl ·
 Luik-Bastenaken-Luik ·
 Ronde van Chongming ·
 Ronde van Californië ·
 The Women's Tour ·
 Ronde van Italië voor vrouwen ·
 La Course by Le Tour de France ·
 RideLondon Classic ·
 Open de Suède Vårgårda ·
 Ronde van Noorwegen ·
 Bretagne Classic ·
 Boels Rental Ladies Tour ·
 La Madrid Challenge by La Vuelta